# Gwyneth Jones (soprano)

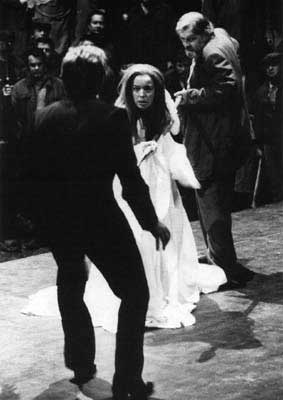
Gwyneth Jones como Brunilda en el Festival de Bayreuth.

Gwyneth Jones (Pontnewynydd, Gales, 7 de noviembre de 1936) es una soprano dramática, cantante de ópera galesa.

## Comienzos
Jones estudió música en el Royal College of Music en Londres, en la Accademia Musicale Chigiana en Siena, y en el International Opera Studio en Zúrich. Después de su debut profesional en 1962 como mezzo-soprano en la opera de Gluck Orfeo ed Euridice, fue contratada por la Opera de Zúrich. 
Pronto, descubrió que su facilidad para llegar a notas altas la habilitaba para tomar papeles de soprano. Hacia 1964 hizo la transición a soprano interpretando Amelia en la ópera de Verdi Un ballo in maschera.

### Matrimonio e hija
Dame Gwyneth está casada con el industrial Till Haberfeld y tiene una hija, Susannah Haberfeld que es mezzo-soprano. Actualmente reside en Suiza.

## Plenitud
Ese año en Covent Garden sustituyó con gran éxito a Leontyne Price en Il Trovatore (Verdi) y a Régine Crespin en Fidelio de Beethoven convirtiéndose en una de las favoritas de esa casa de ópera.
En 1967 hizo un recordado debut en el Teatro Colón de Buenos Aires como Elizabeth de Valois en Don Carlos de Verdi y Siglinda/Gutrune/Tercera Norna en Der Ring des Nibelungen junto a Birgit Nilsson, Wolfgang Windgassen y David Ward bajo Ferdinand Leitner. Retornó al Colón para el estreno sudamericano de Medea de Cherubini.
En 1972 debutó en el Metropolitan Opera de Nueva York como Siglinda en la producción de Herbert von Karajan con Birgit Nilsson, Jon Vickers y Thomas Stewart. Ha cantado más de 90 representaciones en esa sala, su última aparición fue en la Gala James Levine 1996 como Turandot.
Siguieron Aida, Elisabetta, Desdémona, Poppea, Donna Anna, Madama Butterfly, Tosca, Octavian de El caballero de la rosa, Santuzza, Lady Macbeth y Medea.
Su gran caudal vocal y facilidad en los agudos sumado a una impactante presencia escénica la llevó a asumir roles más arduos especialmente en el repertorio Wagner y Richard Strauss: Siglinda, Eva, Elisabeth, Senta, la Mariscala, Ariadne, Helena Egipcia, Salomé y Chrysotemis. 
En 1976 fue Brunilda en el centenario de El anillo del nibelungo de Wagner en el Festival de Bayreuth dirigida por Patrice Chereau y Pierre Boulez, entonces una producción polémica hoy vista como un clásico.
En el recinto de Bayreuth cantó Senta (Der fliegende Holländer) dirigida por Karl Böhm, Kundry de Parsifal y los dos papeles femeninos de Tannhäuser (Venus y Elisabeth) en la producción de Gotz Friedrich dirigida por Colin Davis. En la serie biográfica para la TV de 1983 "Wagner", a quien interpretaba Richard Burton da vida en la pequeña pantalla a Malvina Schnorr von Carosfeld, la actriz y cantante que pone en escena a la primera Isolda de Tristan und Isolde en su estreno de Múnich, 1865.
El incipiente vibrato de su voz a mediados de 1970 se volvió muy marcado hacia 1980 haciéndola blanco de críticas, no obstante prosiguió su carrera hasta bien entrado el siglo XXI sin perjuicio de sus facultades vocales.

## Madurez
Bajo la tutela de Dame Eva Turner encarnó Turandot de Puccini. Además sumó el rol titular de Elektra, Ortrud en Lohengrin, Isolda, Norma de Bellini y la Tintorera en Die Frau ohne Schatten de Strauss.
Posteriormente incorporó roles de carácter y de mezzosoprano que han dado brillo a la última parte de su larga trayectoria: Klytamnestra en Elektra, Kostelnička en Jenůfa de Leoš Janáček, La voz humana de Poulenc, la viuda Begwick en Mahagonny de Kurt Weill, Kabanicha en Katia Kabanova, Gertrude en Hänsel und Gretel, Erwartung de Schönberg, Herodias en Salomé y la Reina de Corazones en el estreno mundial de Alicia en el país de las maravillas de Unsuk Chin en la Ópera Estatal de Baviera.
En la película Wagner de Tony Palmer encarnó a Malvina Schnorr von Caronsfeld, la primera Isolda.
Debutó como directora de escena en El holandés errante de Wagner en Weimar, Alemania.
Fue una de las dos cantantes que interpretó los tres roles protagónicos femeninos de Elektra de Richard Strauss, la otra es la soprano Leonie Rysanek.
Hizo una aparición especial en El Cuarteto, una nueva película de Dustin Hoffman, basada en la comedia de Ronald Harwood sobre varios cantantes de ópera retirados planeando organizar un concierto para celebrar el cumpleaños de Verdi. Ella interpreta el papel de Anne Langley, una ex rival operístico de Jean Horton, interpretado por Maggie Smith. La película se estrenó con críticas favorables en gran parte, el 9 de septiembre de 2012 en el Festival Internacional de Cine de Toronto, y el desempeño de Dame Gwyneth fue aclamado por la crítica.

## Honores
- Fue nombrada Dama del Imperio Británico en 1986.
- Es Kammersängerin (cantante de la corte) de las óperas de Viena y Múnich
- Premiada con el Verdientkreutz alemán, el Premio Shakespeare, la Orden de las Artes y Letras francesa y la Cruz de Honor de Austria
- Es la presidenta de la Wagner Society de Gran Bretaña.

## Discografía básica
- Beethoven, Fidelio, Böhm
- Cherubini, Medea, Gardelli
- Mahler, Sinfonía N.º 8, Bernstein
- R.Strauss, Salomé, Böhm
- R.Strauss, Elektra, Tate
- R.Strauss, Elektra (Crysotemis), C.Kleiber
- R.Strauss, Der Rosenkavalier (Octavian), Bernstein
- R.Strauss, Die Agyptische Helena, Dorati
- Verdi, Otello, Barbiroli
- Wagner, Lohengrin (Ortrud), Kubelik
- Wagner, Der fliegende Holländer, Böhm
- Wagner, Parsifal, Boulez
- Wagner, Die Meistersänger von Nürnberg, Böhm
- Humperdinck, Hänsel und Gretel, Colin Davis
- Verdi, Aida, Riccardo Muti
- Verdi, Aida, Erward Downes
- Verdi, Il Trovatore, Carlo Maria Giulini

DVD
- Chin, Alice in Wonderland, Nagano
- Beethoven, Fidelio, Böhm
- Humperdinck, Hänsel y Gretel, Colin Davis
- R.Strauss, Der Rosenkavalier (La Mariscala), C.Kleiber
- R.Strauss, Elektra, Perick
- Wagner, Tannhäuser, C.Davis
- Wagner, Der RIng des Nibelungen, Boulez
- Wagner, Tristan und Isolde, Kout
- Weill, Rise and fall of the city Mahagonny